# معركة فلودين
دارت معركة فلودين أو فلودين فيلد أو أحياناً معركة برانكستون في مقاطعة نورثمبرلاند في شمال إنجلترا يوم 9 سبتمبر 1513، بين الجيش الاسكتلندي الغازي بقيادة جيمس الرابع، والجيش الإنجليزي بقيادة ايرل سري. انتهت المعركة بانتصار الجيش الإنجليزي، وكانت أكبر معركة (من حيث العدد) بين البلدين.

## الخلفية
وضعت معاهدة السلام الدائم المُوقعة في 1502 حدًا رسميًا لقرون من الحرب المتقطعة بين إنجلترا وإسكتلندا. ولكن سرعان ما توترت العلاقات بسبب الغارات المتكررة عبر الحدود، والتنافس البحري الذي سبّب وفاة القرصان الإسكتلندي المفوض أندرو بارتون والاستيلاء على سفنه في 1511، وتزايد الخطاب العدائي للملك هنري الثامن ملك إنجلترا في الادعاء بأنه سيد إسكتلندا. بدأ الصراع مع إعلان جيمس الرابع ملك إسكتلندا الحرب على إنجلترا تكريمًا لتحالف أولد مع فرنسا بهدف إلهاء جنود هنري الإنجليز عن حملتهم ضد الملك الفرنسي لويس الثاني عشر. في نفس الوقت، شاركت إنجلترا بوصفها عضوًا في «العصبة الكاثوليكية» في حرب عصبة كامبراي، ودافعت عن إيطاليا والبابا من الفرنسيين، وكانت هذه الحرب جزءًا من الحروب الإيطالية.
أرسل البابا ليو العاشر، أحد الموقعين على معاهدة ميكلين المناهضة للفرنسيين، رسالة إلى جيمس مهددًا بتوجيه اللوم الكنسي له بسبب خرقه معاهدات السلام مع إنجلترا في 28 يونيو 1513، أُنزلت بعد ذلك عقوبة الحرمان الكنسي على جيمس على يد الكاردينال كريستوفر باينبريدج. استدعى جيمس البحارة أيضًا وأرسل البحرية الإسكتلندية، متضمنةً سفينة غريت مايكل، للانضمام إلى سفن لويس الثاني عشر ملك فرنسا. غادر الأسطول المكون من اثنتين وعشرين سفينة يقودها جيمس هاميلتون، إيرل أران الأول، من خور فورث في 25 يوليو برفقة جيمس حتى جزيرة ماي، بنيّة المرور حول شمال إسكتلندا وخلق إلهاء في إيرلندا قبل الانضمام للفرنسيين في بريست، ومن هناك يمكن قطع خط الاتصال الإنجليزي عبر القناة الإنجليزية. تأخر الأسطول كثيرًا ولم يلعب أي دور في الحرب؛ لسوء الحظ، أرسل جيمس معظم رجال المدفعية ذوي الخبرة مع البعثة، وهو قرار كانت له عواقب غير متوقعة على الحملة البرية.

كان هنري في فرنسا مع الإمبراطور ماكسيمليان عند حصار تيروان. جلب ملك ليون للأسلحة الإسكتلندي رسالة جيمس الرابع المكتوبة في 26 يوليو إلى هنري. طلب جيمس من هنري الامتناع عن مهاجمة فرنسا لئلا يخرق معاهدتهم. سُجل حديث هنري مع هيرلد إيسلاي وملك ليون في 11 أغسطس في خيمته. أعلن الهيرلد أن هنري يجب أن يتخلى عن جهوده ضد المدينة ويعود إلى دياره. غاضبًا، قال هنري أن جيمس ليس له الحق في مقاضاته، وعليه أن يكون حليفًا لإنجلترا، لأن جيمس كان متزوجًا من شقيقة هنري مارغريت. وأعلن:
والآن، وللختام، أَوصي بي عند سيدك وأخبره أنه إذا كان مصرًا على غزو مملكتي أو وضع قدمًا واحدة على أرضي، سأجعله يتحسر على فعله أشد ما يمكن لرجل بدأ حماقة كهذه. وشيء واحد أؤكده له مقسمًا بإيماني بتاج إنجلترا وكلمة ملك، هو أنني لن أعقد السلام مع أي ملك أو أمير له دور في ذلك.
رد هنري أيضًا برسالة في 12 أغسطس، كتب فيها أن جيمس كان مخطئًا وأن أي محاولة منه ضد إنجلترا ستلقى المقاومة. مستخدمًا ذريعة الانتقام لقتل روبرت كير، آمر مسير شرق إسكتلندا الذي قتله جون «اللقيط» هيرون في 1508، غزا جميس إنجلترا مع جيش قوامه 30000 رجل. مع ذلك، استعد كلا الجانبين مطولًا لهذا الصراع. كان هنري الثامن قد نظم بالفعل جيشًا ومدفعية في شمال إنجلترا لمواجهة الغزو المتوقع. أُعادت مارغريت دوقة سافوي بعض الأسلحة لاستخدامها ضد الإسكتلنديين. قبل ذلك بعام، عُين توماس هاورد، إيرل سري، برتبة فريق في جيش الشمال وأُعطي رايات صليب القديس جرجس والتنين الويليزي. لم يُرسل إلى فرنسا سوى عدد قليل من الفرسان الخفيفين من الحدود الإسكتلندية. أُبقي على جيش شمالي مرفق بمدفعية وبدأ حساب نفقته في 21 يوليو. جُند القادة الأوائل في لامبيث. ارتدى الكثير من هؤلاء الجنود ألوان تيودور الخضراء والبيضاء. وزحف سري إلى دونكاستر في يوليو ثم إلى بونتفراكت حيث حشد المزيد من القوات من شمال إنجلترا.

### «غارة إيل»
في 5 أغسطس، عبرت قوة قوامها 7000 رجل من ريفرز الحدود الإسكتلنديين يقودها اللورد هوم إلى نورثمبرلاند وبدأت بسلب المزارع والقرى، آخذة أي شيء ذو قيمة قبل حرق المنازل. كان سري قد أخذ الاحتياطات اللازمة بإرسال السير ويليام بولمر شمالًا مع 200 رامي أسهم خيال، والذين دعمهم بولمر برجال مجموعين محليًا لتشكيل قوة تقارب 1000جندي. في 13 أغسطس، أعدوا كمينًا للإسكتلنديين في أثناء عودتهم شمالًا محملين بالغنائم، وذلك بالاختباء بين شجيرات اللزان المكنسي الذي يصل ارتفاعه حتى الكتف في سهل ميلفيلد. فاجأ الإنجليز الإسكتلنديين بوابل مفاجئ من السهام، وقتلوا ما يصل إلى 600 إسكتلندي قبل أن يفروا تاركين غنيمتهم وراية عائلة هوم ورائهم. على الرغم من أن «غارة إيل» لم يكن لها تأثير يذكر على الحملة اللاحقة، ربما أثرت على قرار جيمس بعدم خوض معركة مفتوحة ضد سري على نفس الأرض. من غير المعروف ما إذا كانت الغارة قد حدثت بمبادرة من اللورد هوم فقط أو ما إذا كان قد أذن بها جيمس.

## الغزو

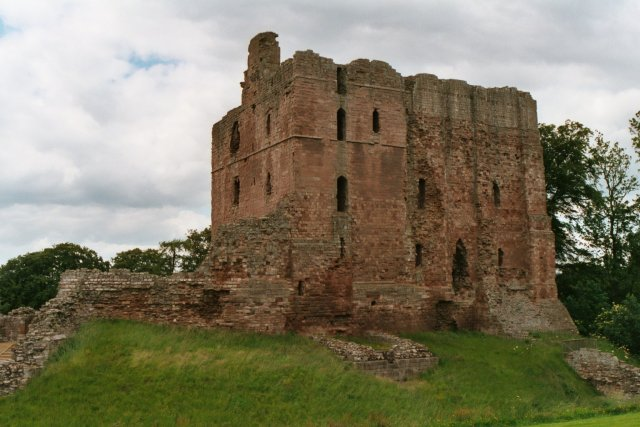
قلعة نورهام

في 18 أغسطس، انطلقت نحو إنجلترا خمسة مدافع أُنزلت من قلعة إدنبرة إلى ميناء نيذربو في سانت ماري ويند للغزو وتجرها الثيران المستعارة. في 19 أغسطس، تبعها مدفعا كلفرين كبيران وأربعة مدافع كلفرين بيكمويانس وستة مدافع كلفرين مويان (متوسطة الحجم) مع المدفعي روبرت بورثويك والنجار المحترف جون دروموند. انطلق الملك نفسه في نفس الليلة مع رايتين معدتين على عجل لسانت مارغريت وسانت أندرو.
كانت كاثرين من أراغون وصية على العرش في إنجلترا. في 27 أغسطس، أصدرت أوامر بمصادرة ممتلكات جميع الإسكتلنديين في إنجلترا. عند سماعها بالغزو في 3 سبتمبر، أمرت توماس لوفل بتجهيز جيش في مقاطعات ميدلاند.
تماشيًا مع فهمه لقانون العصور الوسطى في المروءة، أرسل الملك جيمس إشعارًا إلى الإنجليز، قبل شهر واحد، بنيته في شن الغزو. أعطى الإشعار الإنجليز وقتًا لتجهيز جيش. بعد الحشد على بور موير في إدنبرة، تحرك الحشد الإسكتلندي إلى إيليمفورد شمالي دونز على الحدود الإسكتلندية وخيم بانتظار آنجوس وهوم. عبر الجيش الإسكتلندي، البالغ 42000 رجل، نهر تويد إلى داخل إنجلترا بالقرب من كولدستريم؛ لم يُسجل التاريخ الدقيق للعبور، لكن يُقبل عمومًا بأنه 22 أغسطس. لم يأخذ الجنود الإسكتلنديون المال ولم يكن مطلوبًا منهم وفق الالتزام الإقطاعي سوى الخدمة مدة أربعين يومًا. بمجرد عبورها الحدود، اتجهت إحدى المفارز جنوبًا لمهاجمة قلعة وارك أون تويد، وتبع الجزء الأكبر من الجيش مسار مجرى نهر تويد إلى الشمال الشرقي لتطويق القلاع الحدودية الباقية.
في 24 أغسطس، عقد جيمس الرابع مجلسًا أو برلمانًا في قلعة تويزل وأدلى بإعلان لصالح ورثة أي شخص قُتل خلال الغزو. بحلول 29 أغسطس وبعد حصار دام ستة أيام، أُخذت قلعة نورهام للأسقف توماس روثال وهُدمت جزئيًا بعد أن اخترقت المدفعية الثقيلة الإسكتلندية الجدران الخارجية المُجددة حديثًا. تحرك الإسكتلنديون بعدها نحو الجنوب واستولوا على قلعتي إيتال وفورد.
يروي كاتب الأحداث الإسكتلندي اللاحق، روبرت ليندسي من بيتسكوتي، قصة مفادها أن جيمس أهدر وقتًا ثمينًا في فورد وهو يستمتع بصحبة إليزابيث والليدي هيرون وابنتها. يروي إدوارد هول أن الليدي هيرون كانت سجينة (في إسكتلندا) تفاوضت مع جيمس الرابع وإيرل سري على إطلاق سراحها وعلى ألا تُهدم قلعة فورد مقابل تبادل الأسرى.